# Richard Descoings
Richard Jean Marc Descoings (Paris, 23 de junho de 1958 - Nova Iorque, 3 de abril de 2012) foi um funcionário público francês. Ele estava servindo como Diretor do Instituto de Estudos Políticos de Paris e como Administrador-Chefe da Fundação Nacional de Ciência Política (FNSP). Essas duas entidades são coletivamente chamadas de Sciences-Po, e são dois dos mais prestigiados órgãos de pesquisa e ensino de políticas públicas da Europa. Descoings também foi membro sênior do Conselho de Estado da França. 
Se graduou no próprio Sciences-Po em 1980 e posteriormente estudou na Escola Nacional de Administração, de 1983 a 1985.

## Carreira
Entre 1985 e 1989, trabalhou como auditor na seção legal do Conselho de Estado, e em 1987 foi escolhido como conselheiro especial de Alain Lancelot, diretor do Sciences-Po.
Em 1989, foi indicado como vice-diretor do Instituto de Estudos Políticos de Paris, permanecendo até 1991 quando se tornou consultor no Conselho de Estado. De 1991 a 1993 foi conselheiro de gabinete do Ministério da Economia, com enfoque no monitoramento da verba destinada à educação, e então conselheiro especial do Ministro da Educação na área monetária.[carece de fontes?]
Durante os anos de 1993 e 1996, foi repórter geral adjunto da seção de relatórios e estudos do Conselho de Estado nas funções relacionadas a organização do Estado. Entre 1995 e 1996, trabalhou como comissionário do governo para treinamento jurídico no Conselho. Foi indicado como figura principal do Sciences-Po em 1996.
Pelo seu trabalho para a República da França, Descoings foi escolhido Cavaleiro da Ordem do Mérito e Cavaleiro da Ordem das Palmas Acadêmicas. Também foi agraciado com a Ordem do Rio Branco e possui um doutorado honorário da Universidade de Waseda, no Japão.

## Morte
No dia 3 de abril de 2012, Descoings foi encontrado morto em um quarto de hotel de luxo em Manhattan. As circunstâncias por trás de sua morte foram alvo de rumores na época, porém foi descoberto que ele morreu de causas naturais devido ao histórico de hipertensão. Foi enterrado no cemitério de Pernes-les-Fontaines.